# Latrunculia basalis
Latrunculia basalis är en svampdjursart som beskrevs av James Barrie Kirkpatrick 1908. Latrunculia basalis ingår i släktet Latrunculia och familjen Latrunculiidae. Inga underarter finns listade i Catalogue of Life.